# Gyenes Tamás
Gyenes Tamás (Pécsvárad, 1920. január 20. – Budapest, 1963. június 27.) magyar szobrász, a művészettörténeti tudományok kandidátusa (1954), Munkácsy-díjas (1956), a szocialista realizmus korának tipikus alkotója.

## Életpályája
Gyenes Károly kereskedő és Schwarcz Paula fia. A budapesti Képzőművészeti Főiskolán 1941 és 1942 között Sidló Ferenc, majd 1945 és 1949 között Pátzay Pál növendéke volt. Miután végzett, Beck András tanársegédje lett ugyanott. 1949 és 1952 között a leningrádi Repin Képzőművészeti Akadémián Lisev professzor vezetésével aspirantúrát végzett, továbbá a Magyar vendég a kolhozban című szobrával (Túrkeve) kandidátusi fokozatot kapott. Miután hazatért, a Képzőművészeti Főiskola, 1956 után pedig a Budapesti Műszaki Egyetem rajzi tanszékének a docense lett. 1953-ban a Fényes Adolf Teremben Raszler Károllyal közösen rendezett kiállítást. Ezt számos egyéni és csoportos kiállítás követte.

## Díjai, elismerései

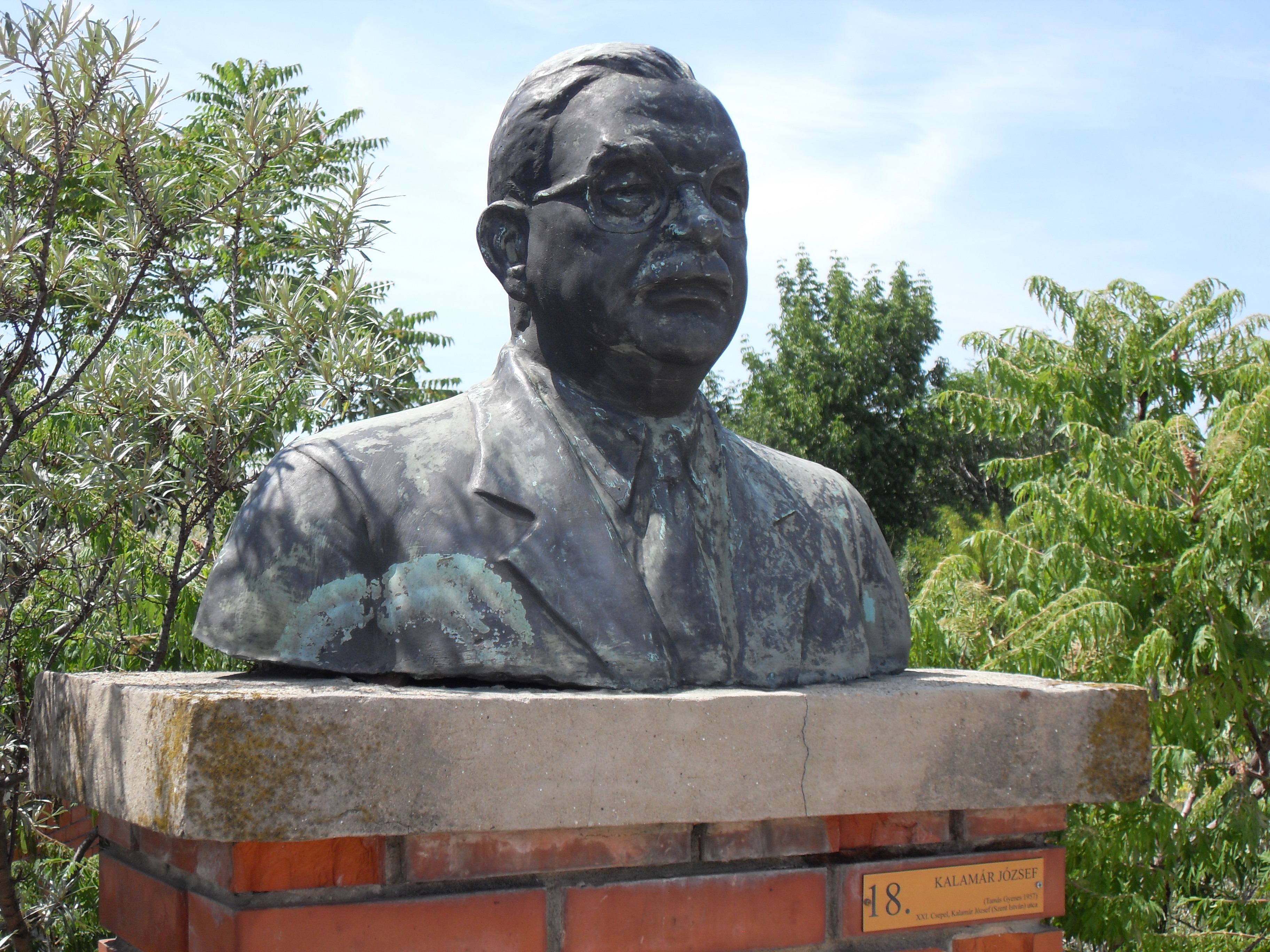
Kalamár József mellszobra, Memento Park

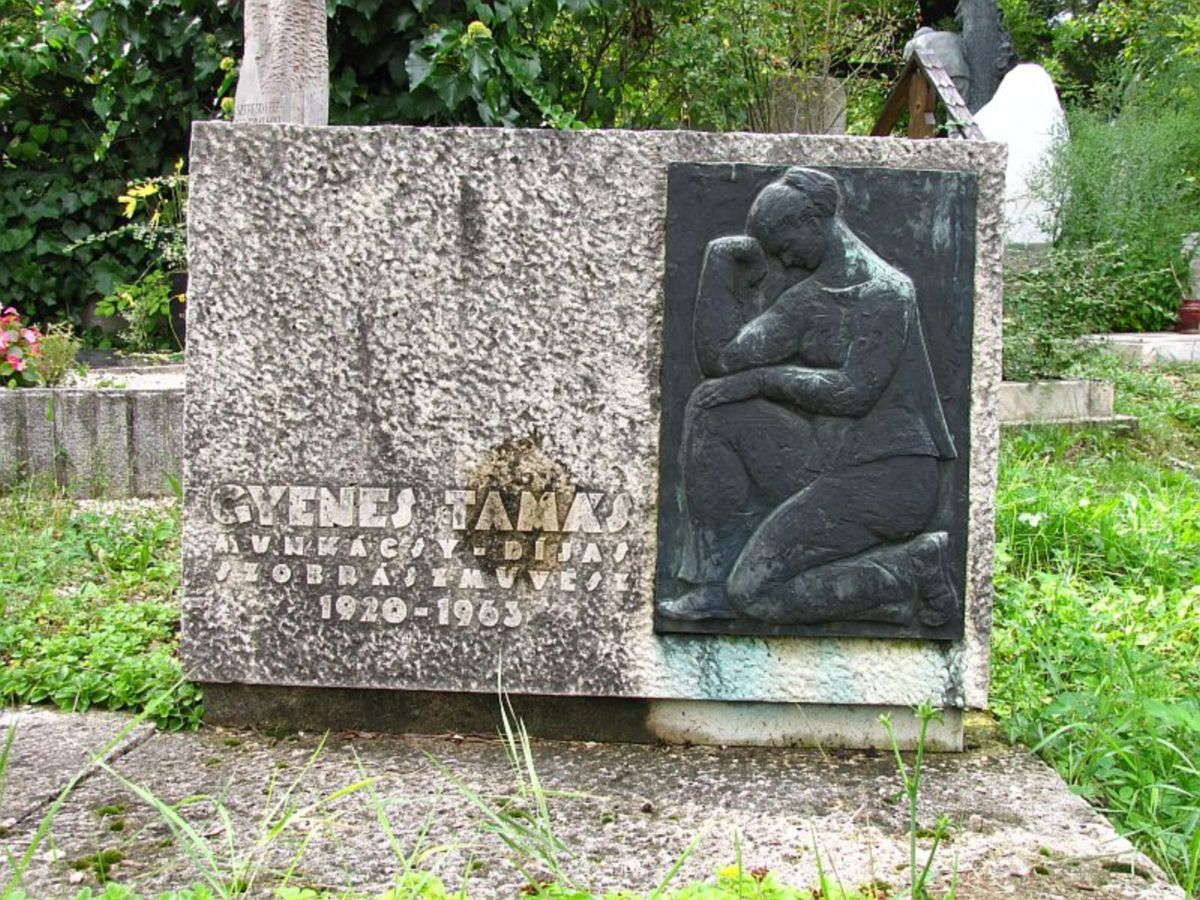
Sírja a Farkasréti temetőben (43/2-1-99). A dombormű saját alkotása

- Munkácsy-díj (1956)

## Emlékezete
Emlékkiállítását 1966-ban rendezték meg a Magyar Nemzeti Galériában.

## Főbb köztéri művei
- Szovjet-magyar barátság, Túrkeve (1948);
- Allegória domborművek, Dunaújváros (1952)
- Tornyai János mellszobra, Hódmezővásárhely (1956, 2012)
- Gelléri Andor Endre mellszobra, Óbuda (1958, 2014)
- Krúdy Gyula mellszobra, Óbuda (1958);
- Tornyosi emlék, Hódmezővásárhely;
- A magyar Vörös Hadsereg harcosa, Újpest (1959)
- Kalamár József mellszobra, Csepel (1957; áthelyezve 1992-ben a Memento Parkba)[5]

## Egyéni kiállításai
- 1947 • Bibliotheca Officina [Galitzer Imrével]
- 1953 • Fényes Adolf Terem, Budapest Raszler Károllyal
- 1959, 1960 • Lovászpatona
- 1961 • Pápa [Nemcsics Antallal] • Bakony Múzeum, Veszprém Nemcsics Antallal
- 1965 • emlékkiállítás, Gimnázium, Pécsvárad • Janus Pannonius Múzeum, Káptalan u. 2., Pécs
- 1966 • emlékkiállítás, Magyar Nemzeti Galéria, Budapest (kat.)
- 1967 • Helytörténeti Múzeum, Pécsvárad.

## Csoportos kiállításokon (válogatás)
- 1953-1955, 1959, 1960, 1962 • 4-9. Magyar Képzőművészeti kiállítás
- 1955 • Képzőművészetünk tíz éve, Műcsarnok, Budapest
- 1957 • Magyar forradalmi művészet, Műcsarnok, Budapest • Tavaszi Tárlat, Műcsarnok, Budapest
- 1958, 1962 • V., IX. Vásárhelyi Őszi Tárlat, Hódmezővásárhely
- 1960, 1961, 1962 • Dolgozó emberek között, Ernst Múzeum, Budapest
- 1960 • A felszabadult Budapest művészete, Magyar Nemzeti Galéria, Budapest
- 1962 • Építjük, védjük szép hazánkat, Ernst Múzeum, Budapest
- 1965 • Az 50 éves Százados úti művésztelep, Magyar Nemzeti Galéria, Budapest.

## Művei közgyűjteményekben
- Fővárosi Képtár, Budapest
- Janus Pannonius Múzeum, Pécs
- Magyar Nemzeti Galéria, Budapest.